# Gertrude van der Oosten
Gertrude van der Oosten o Gertrude di Delft (Contea d'Olanda, ... – 6 gennaio 1358) è stata una religiosa e mistica olandese della famiglia delle beghine, nota per le sue presunte stigmate.

## Biografia
Nata a Voorburcht, nella Contea d'Olanda, da genitori contadini, ancora giovane ottenne un lavoro domestico a Delft. Il suo cognome di van Ooten (lett. "d'Oriente") derivava dalla sua abitudine di cantare un inno che iniziava con le parole "Het daghet in den Oosten", probabilmente composto da lei stessa.
Dopo aver vissuto una vita pia per molti anni, lasciata dal fidanzato, Gertrude ottenne l'ammissione al beghinaggio di Delft. Qui, pur non essendo monaca né vincolata da voti religiosi, approfittò delle ampie possibilità di contemplazione offerte dalla vita in questa comunità. Nutriva una grande devozione per i misteri dell'Incarnazione e specialmente per la Passione di Cristo. Si ritiene che nel Venerdì santo del 1340 abbia ricevuto le stigmate, sanguinando mani e piedi per altre sette volte (una per ogni ora canonica nel giorno stesso e in quello seguente. Ella pregò Dio che le negasse questo dono, le stigmate scomparvero, ma i loro segni rimasero sulle sue mani. Inoltre, diede prova del dono della profezia.
Secondo l'agiografia, il suo seno si riempì di latte mentre meditava sulla nascita di Gesù.
Gertrude morì a Delft il giorno della festa dell'Epifania e fu sepolta nella chiesa locale di Sant'Ippolito a Delft, dato che la famiglia delle beghine non disponeva di una propria chiesa-madre o di un cimitero. Il suo nome non è mai stato iscritto nel Martirologio Romano, sebbene sia commemorata in vari altri siti, e il suo culto sia prettamente locale. È una venerabile della Chiesa Cattolica.